# Сан Лео-Апезана (Месина)
Сан Лео-Апезана је насеље у Италији у округу Месина, региону Сицилија.
Према процени из 2011. у насељу је живело 24 становника. Насеље се налази на надморској висини од 90 м.